# معالي ماما (فلم)
معالي ماما فيلم مصري كوميدي تم انتاجه مدة الفيلم 90 دقيقة تم انتاجه عام 2022م

## قصة الفيلم
تدور احداث الفيلم عن معاناة الام العاملة مع اولادها إذ تدور أحداث الفيلم في إطار اجتماعي حول أم عاملة ولديها العديد من المسئوليات، وتعول 3 أطفال، ويحكي الفيلم عن علاقتها بأولادها ومواجهتها للمشاكل والصعاب التي تواجهها معهم.

## أبطال الفيلم
- بشرى [3]
- محمود الليثي
- نور قدري
- شيماء سيف
- سامي مغاوري
- كريم مغاوري
- علاء مرسي
- شريف باهر
- حسام داغر
- محمد علي رزق
- إسماعيل شرف
- إيمان السيد
- دعاء رجب
- نور إيهاب
- سليم هاني
- ياسين أمير
- طاهر أبو ليلة
- أحمد سالم
- محمد صفاء
- ريهام الشنواني